# 장님뱀류
장님뱀류(blind snakes)는 뱀목 장님뱀하목(Scolecophidia)에 속하는 뱀의 총칭이다. 몸길이는 약 10 ~ 100 cm 정도이다. 모든 종이 땅을 파고 들어가는 습성이 있다. 2007년에 3과 12속으로 분류했지만, 현재는 2개 과를 추가하여 5개 과로 분류하고 있다.

## 하위 과
- 미국실뱀과 (Anomalepididae)
- 가는장님뱀과 (Leptotyphlopidae)
- 게르호필루스과 (Gerrhopilidae)
- 제노티프롭스과 (Xenotyphlopidae)
- 장님뱀과 (Typhlopidae)